# مويسيس فوينتيس
مويسيس فوينتيس (بالإسبانية: Moisés Fuentes)‏ مواليد 20 سبتمبر 1985 في المكسيك، هو ملاكم محترف مكسيكي يصنف ضمن فئة وزن الذبابة الخفيف بدأ مسيرته الاحترافية سنة 2007 حيث انتصر في نزاله الأول. حقق بطولة منظمة الملاكمة العالمية.

## المسيرة الاحترافية
من نزالاته:
- خسر أمام دوني نتس بالضربة الفنية القاضية (10-05-2014).
- انتصر على عمر سالادو بالضربة الفنية القاضية (22-11-2013).
- انتصر على إيفان كالديرون بالضربة الفنية القاضية (06-10-2012).
- انتصر على راؤول غارسيا (27-08-2011).

## إحصائيات
خاض خلال مسيرته 27 نزالا، فاز في 24 وتعادل في 1 وخسر في 2. فاز بالضربة القاضية في 13 نزالا.

## روابط خارجية
- مويسيس فوينتيس على موقع بوكس ريك (الإنجليزية) (registration required)